# Euphyia colonaria
Euphyia colonaria är en fjärilsart som beskrevs av William Schaus 1913. Euphyia colonaria ingår i släktet Euphyia och familjen mätare. Inga underarter finns listade i Catalogue of Life.